# Naturschutzgebiet Erlenwald Schwarzenbruch
Das Naturschutzgebiet Erlenwald Schwarzenbruch mit einer Flächengröße von 10,6 ha liegt südöstlich von Moosfelde im Stadtgebiet von Arnsberg im Hochsauerlandkreis. Es wurde 2021 mit dem Landschaftsplan Arnsberg durch den Kreistag des Hochsauerlandkreises als Naturschutzgebiet (NSG) ausgewiesen. Von 1998 bis 2021 war das heutige NSG Teil vom Landschaftsschutzgebiet Arnsberg. Das NSG grenzt nördlich an das Naturschutzgebiet Waldreservat Moosfeld mit Talsystemen der Kleinen und Großen Aupke an.

## Gebietsbeschreibung
Das NSG umfasst einen Erlenwald aus schwachem bis mittlerem Baumholz. Der Erlenwald stockt auf einem frischen bis feucht-nassen Standort. Der Wald ist mit einer recht dichten Krautschicht bewachsen. Lokal sind einige weitere Baumarten eingestreut. Örtlich befindet sich im Wald auch liegendes und stehendes Totholz. Der Landschaftsplan dokumentiert: „Der Lebensraum ist erkennbar durch Entwässerung beeinträchtigt. Dennoch trägt der Erlenbestand durch seine standortgerechte Bestockung auf der feuchtnassen, teils sickerquelligen Fläche und durch seine Seltenheit im Arnsberger Wald zur Vielfalt der Waldbiotoptypen bei.“ 
Der Landschaftsplan fordert als zusätzliche Entwicklungsmaßnahme auf, vorhandene Entwässerungseinrichtungen zur Einleitung einer Wiedervernässung zu unterbrechen.

## Spezielle Schutzzwecke für das NSG
Laut Landschaftsplan erfolgte die Ausweisung zum:
- „Schutz und Erhaltung eines Erlenwaldes zur Erhöhung der Biotoptypenvielfalt, als Refugiallebensraum und als Verbundbiotop in einer von Nadelholz dominierten Waldlandschaft;“
- „Entwicklung einer naturnahen feucht-nassen Waldgesellschaft und ihrer besonderen typischen Tier und Pflanzenwelt.“[1]